# Jeffrey Kaplan
Jeffrey Kaplan (ur. 4 listopada 1972 w New Jersey) – amerykański projektant gier komputerowych, w latach 2002–2021 pracownik Blizzard Entertainment na stanowisku projektanta. Ponadto był wiceprezesem Blizzarda. Projektant kilku części World of Warcraft i główny projektant serii Overwatch.

## Życiorys

### Wczesne życie
Jeff Kaplan urodził się w stanie New Jersey, ale wychował w La Cañada Flintridge w Kalifornii. Był zapalonym graczem podczas swoich lat szkolnych (szczególny wpływ miały na niego różne gry przygodowe produkcji Infocomu), jednakże brakowało mu umiejętności programistycznych. Nigdy nie myślał, że mógłby zdobyć karierę w branży gier wideo. Początkowo dążył do zdobycia stopnia naukowego z filmu, ale ostatecznie dostał dyplom z twórczego pisania na Uniwersytecie Południowej Kalifornii, na którym studiował w latach 1991–1995. Po pracy jako stażysta pisania w Universal Pictures, postanowił uzyskać tytuł magistra z twórczego pisania na Uniwersytecie Nowojorskim (lata 1996–1998). Następnie pracował w firmie rekrutacyjnej ojca i jednocześnie zajmował się twórczym pisaniem, aby móc publikować swoje opowiadania. Jednakże w ciągu kilku lat nie udało mu się opublikować żadnej z jego historii, otrzymawszy przy tym ponad 170 ogłoszeń o odrzuceniu w ciągu jednego roku. W 2000 roku postanowił zrezygnować z twórczego pisania i zaczął spędzać czas grając w gry komputerowe, a także bawiąc się z edytorami poziomów z gier takich, jak Duke Nukem 3D czy Half-Life.

### Kariera
Początkowa Kaplan zaangażował się w massively multiplayer online game (MMO) pt. EverQuest. Grając pod nickiem "Tigole", dołączył do gildii "Legacy of Steel" i stał się uznanym graczem za swoje osiągnięcia i komentarze do gry publikowane na stronie gildii. Ponadto omawiał niektóre ze swoich prób robienia map, co zwróciło uwagę lidera gildii, Roba Pardo, który był w tym czasie głównym projektantem Warcrafta III w Blizzardzie; Kaplan zdawał sobie sprawę, że niektórzy z członków jego gildii pracowali w Blizzardzie, ale w tym momencie nie zauważył znaczenia firmy. Około 2001 roku, Pardo zaprosił Kaplana do biura Blizzarda w Los Angeles, gdzie został przedstawiony kilku innym członkom z jego gildii oraz pokazano mu jeszcze niezapowiedziany projekt MMO pt. World of Warcraft (WoW), nad którym pracowali. Kilka podobnych spotkań miało miejsce w ciągu następnych kilku miesięcy. Później, po ogłoszeniu World of Warcraft, Pardo zasugerował, aby Kaplan ubiegał się o niedawno opublikowaną pracę dla głównego projektanta questów w WoW; Kaplan zdał sobie sprawę, że opis stanowiska jest dostosowany do jego wykształcenia, a jego poprzednia wizyta w firmie była nieformalną rozmową o pracę. Kaplan złożył podanie i został zatrudniony w Blizzard w maju 2002 roku.
Początkowo praca Kaplana w Blizzardzie polegała na pomocy przy testach jakościowych Warcraft III: Reign of Chaos, na kilka tygodni przed jego wydaniem. Po wydaniu Warcrafta III w lipcu 2002 roku dołączył do zespołu zajmującego się grą World of Warcraft; był jednym z pierwszych dwóch projektantów questów (wraz z Patem Walkerem) i ściśle współpracował z dyrektorem kreatywnym gry, Chrisem Metzenem. Praca Kaplana skupiała się na elementach WoWa w założeniu gracz kontra środowisko, w tym projektowaniu questów i ogólnej estetyce różnych lochów, instancji i rajdów; swoje stanowisko opisał jako "medium" pomiędzy elementami twórczymi Metzena a programistami i artystami zespołu projektującego poziomy. Do stycznia 2005 roku pełnił funkcję projektanta gier, z kolei od stycznia 2005 do marca 2011 roku był starszym, a następnie głównym projektantem gier.
W 2007 pracował nad pierwszym dodatkiem o nazwie World of Warcraft: The Burning Crusade. Ostatecznie Kaplan (wraz z Tomem Chiltonem i J. Allenem Brackiem) został mianowany dyrektorem gry World of Warcraft oraz pracował nad drugim rozszerzeniem pt. Wrath of the Lich King.

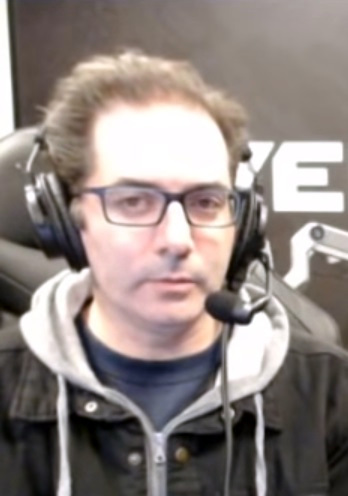
Jeffrey Kaplan w 2009 roku.

W lutym 2009 roku Kaplan ogłosił, że rezygnuje ze stanowiska dyrektora gry World of Warcraft i przechodzi na inne stanowisko, aby pracować nad nową, niezapowiedzianą grą MMO, która później została ujawniona jako projekt o nazwie kodowej „Titan”. Kaplan zdecydował się przejść do nowego projektu, mając nadzieję na podobny sukces, jakim był World of Warcraft, a także mając na uwadze to, że nie wiadomo jak długo utrzyma się popularność WoWa. W latach 2011–2013 pełnił funkcję dyrektora wykonawczego projektu gry, natomiast od marca 2013 roku został mianowany wiceprezesem oraz ponownie dyrektorem gry. Titan został uznany za ambitny projekt, tworzony jako strzelanka pierwszoosobowa, jednak proces produkcyjny wydłużał się i stał się coraz bardziej uciążliwy, z kolei rozgrywkę w grze Kaplan nazwał "bardzo bezładna i wymieszana". 23 września 2014 po siedmiu latach produkcji projekt Titan został oficjalnie anulowany.
Jednak przed oficjalnym anulowaniem Titana, rozwój gry został wstrzymany na początku 2013 roku. Wszystkich oprócz 40 członków zespołu pracującego nad Titanem zostało przydzielonych do innych projektów, a pozostałe osoby, w tym Kaplan i Metzen, zostały zarekomendowane przez kierownictwo do wymyślenia nowej własności intelektualnej w ciągu kilku tygodni lub w przeciwnym razie również zostaliby przydzieleni do innych rzeczy. Kaplan i Metzen poprowadzili zespół, aby wykorzystać rozgrywkę i inne elementy Titana, aby stworzyć strzelankę drużynową, która stała się grą Overwatch. Po zatwierdzeniu projektu przez Blizzard Kaplan został dyrektorem gry/wiceprezesem projektu, a Metzen pełnił funkcję dyrektora kreatywnego. Ponadto uczestniczył w BlizzCon 2014, podczas którego zapowiedziano nową markę. Overwatch okazał się niezwykle udany dla Blizzarda, zarabiając ponad 1 miliard dolarów przychodu w ciągu pierwszego roku oraz przyciągnął ponad 35 milionów graczy na całym świecie. Biorąc przykład od innego pracownika Blizzarda i reżysera Hearthstone, Bena Brode'a, Kaplan stał się publiczną twarzą firmy w promowaniu i interakcji z fanami Overwatch; regularnie zamieszczał posty na forach internetowych gry i tworzył filmy dające wgląd w rozwój Overwatch i jego przyszłych aktualizacji.
W 2017 roku Kaplan otrzymał nagrodę Vanguard Award na festiwalu Fun & Serious Game, który odbywa się w hiszpańskim mieście Bilbao. 1 listopada 2019 roku Kaplan podczas ceremonii otwarcia BlizzConu 2019 zapowiedział sequel Overwatcha pt. Overwatch 2. Następnie uczestniczył w panelu poświęconym nowościom z drugiej części. 20 kwietnia 2021 roku Blizzard ogłosił, że Kaplan po 19 latach pracy opuszcza firmę, natomiast rolę dyrektora gry Overwatch przejął po nim Aaron Keller. W związku z jego odejściem w kwietniu 2021 w Overwatch 2 został umieszczony hołd dla Kaplana, gdzie na mapie Nowego Jorku można było znaleźć witrynę sklepową o nazwie "Jephs Corner Pizza". Jednakże we wrześniu tegoż roku odniesienie do Kaplana zostało usunięte po tym, jak Blizzard wdrożył nową politykę zakazującą umieszczanie odniesień do rzeczywistych ludzi w swoich grach.

## Wybrane gry
| Rok  | Tytuł                                     | Rola                                       |
| ---- | ----------------------------------------- | ------------------------------------------ |
| 2002 | Warcraft III: Reign of Chaos              | Tester                                     |
| 2004 | World of Warcraft                         | Projektant                                 |
| 2007 | World of Warcraft: The Burning Crusade    | Główny projektant                          |
| 2008 | World of Warcraft: Wrath of the Lich King | Dyrektor gry                               |
| 2013 | Titan (anulowana)                         | Dyrektor wykonawczy projektu, dyrektor gry |
| 2016 | Overwatch                                 | Główny projektant, dyrektor gry            |
| 2022 | Overwatch 2                               | Główny projektant, dyrektor gry (do 2021)  |